# Anthurium comtum
Anthurium comtum är en kallaväxtart som beskrevs av Heinrich Wilhelm Schott. Anthurium comtum ingår i släktet Anthurium och familjen kallaväxter. Inga underarter finns listade.